# Austracantha minax
Austracantha minax är en spindelart som först beskrevs av Tord Tamerlan Teodor Thorell 1859.  Austracantha minax ingår i släktet Austracantha och familjen hjulspindlar.

## Underarter
Arten delas in i följande underarter:
- A. m. astrigera
- A. m. hermitis
- A. m. leonhardii
- A. m. lugubris

## Bildgalleri

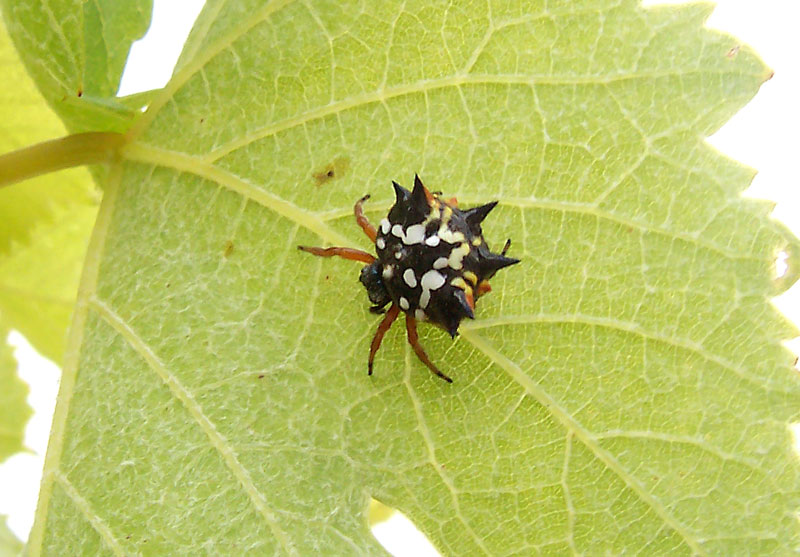
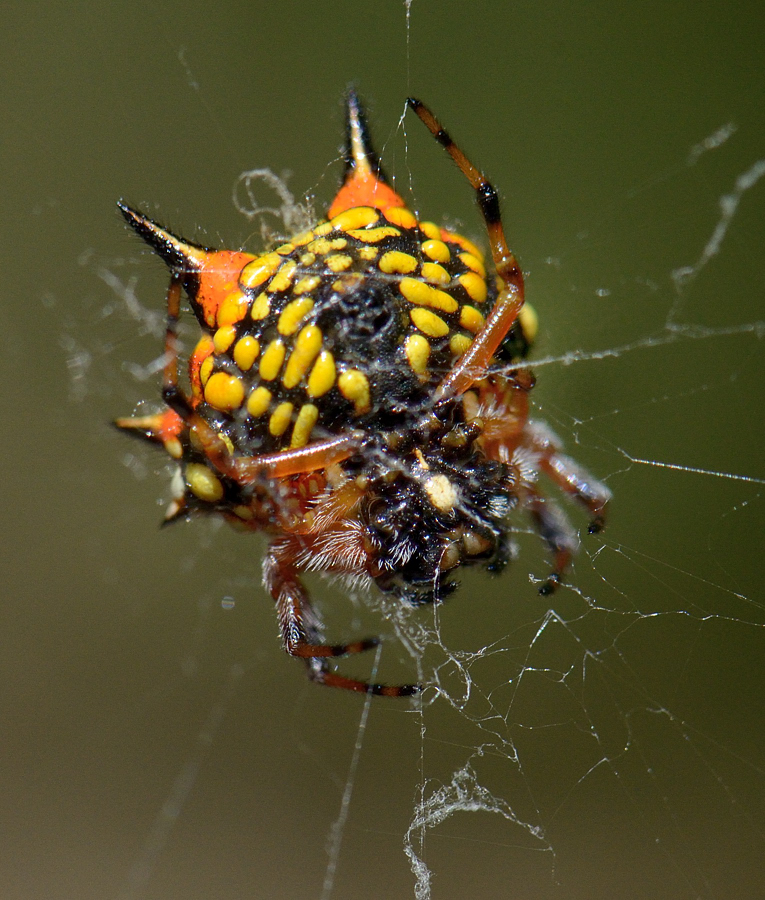
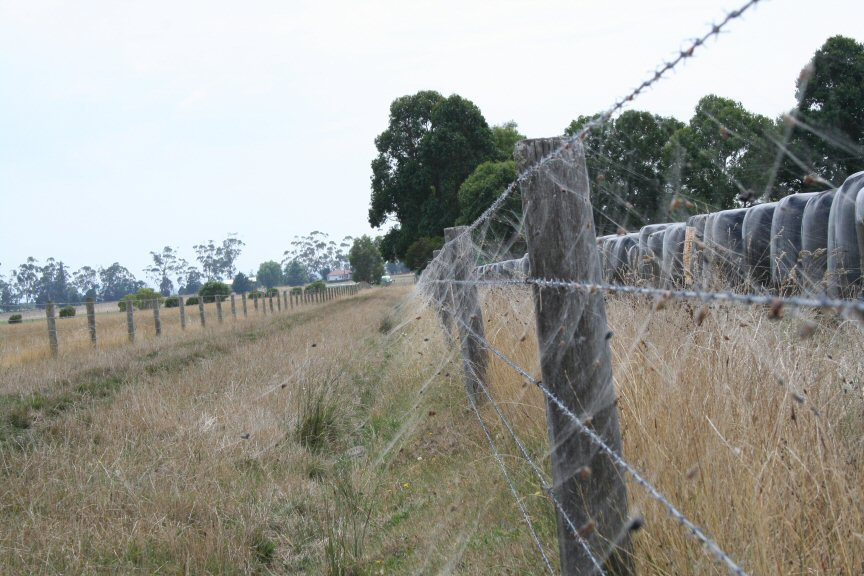
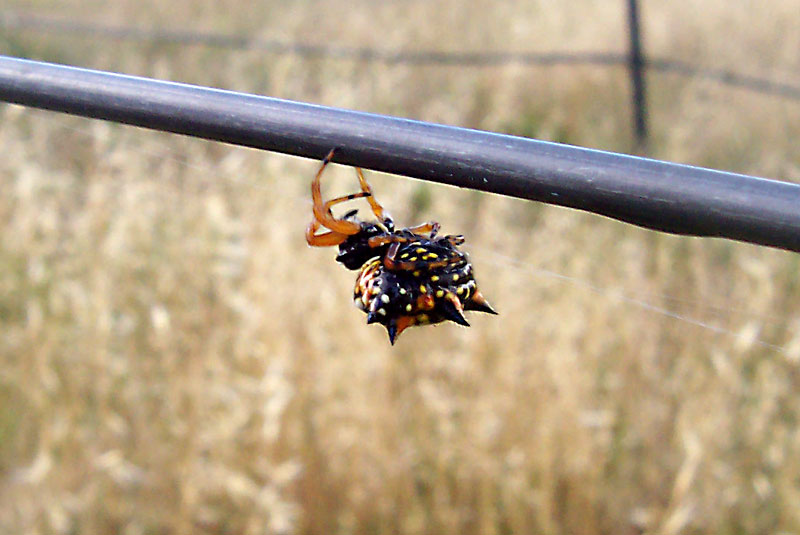
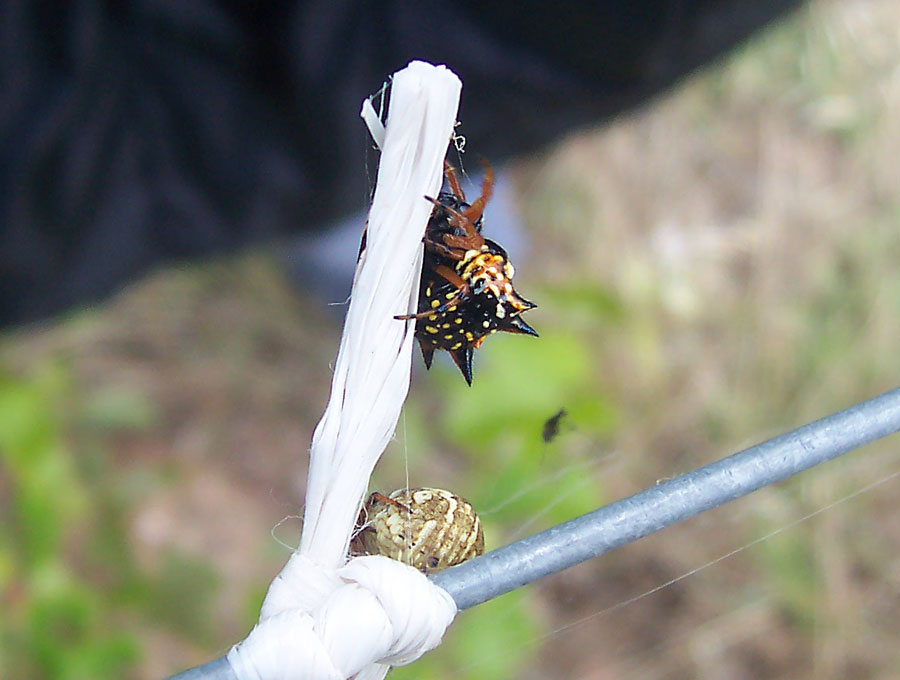
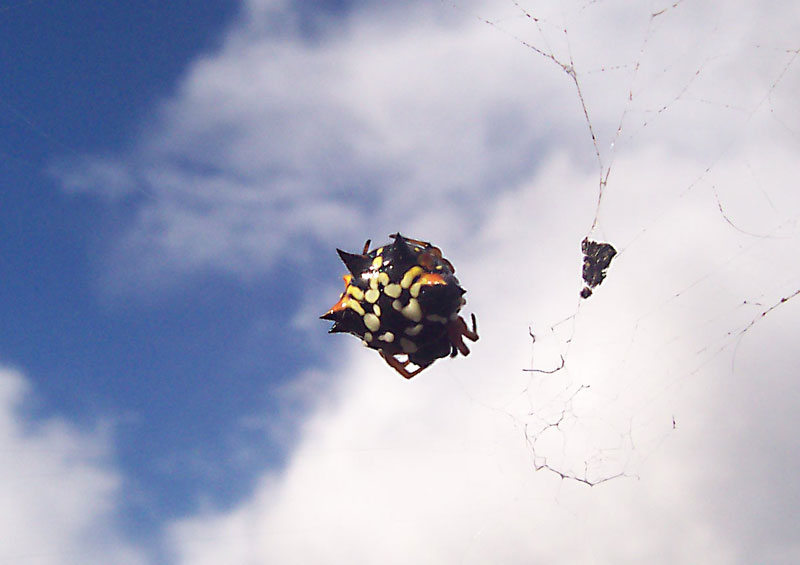